# اسکیاتوک (اکلاهما)
اسکیاتوک(به انگلیسی: Skiatook) شهری در ایالت اکلاهما کشور ایالات متحده آمریکا است که جمعیت آن در سرشماری سال ۲۰۱۰ میلادی، ۷٬۳۹۷ نفر بوده‌است.